# Llista d'antics municipis de Catalunya
Aquesta és la llista dels municipis i comuns que, per absorció, incorporació o agrupació, han desaparegut a Catalunya (sensu lato, vegeu Principat de Catalunya). Hom creu instituïda la figura del municipi en el sentit contemporani del terme a resultes de la Constitució de Cadis i l'abolició dels senyorius a Espanya i a l'estat francès amb l'abolició de l'antic règim a França. Amb tot hom podria veure una certa continuïtat en algunes les universitats instituïdes en aquella època, per bé que no pas amb la sistematització contemporània.

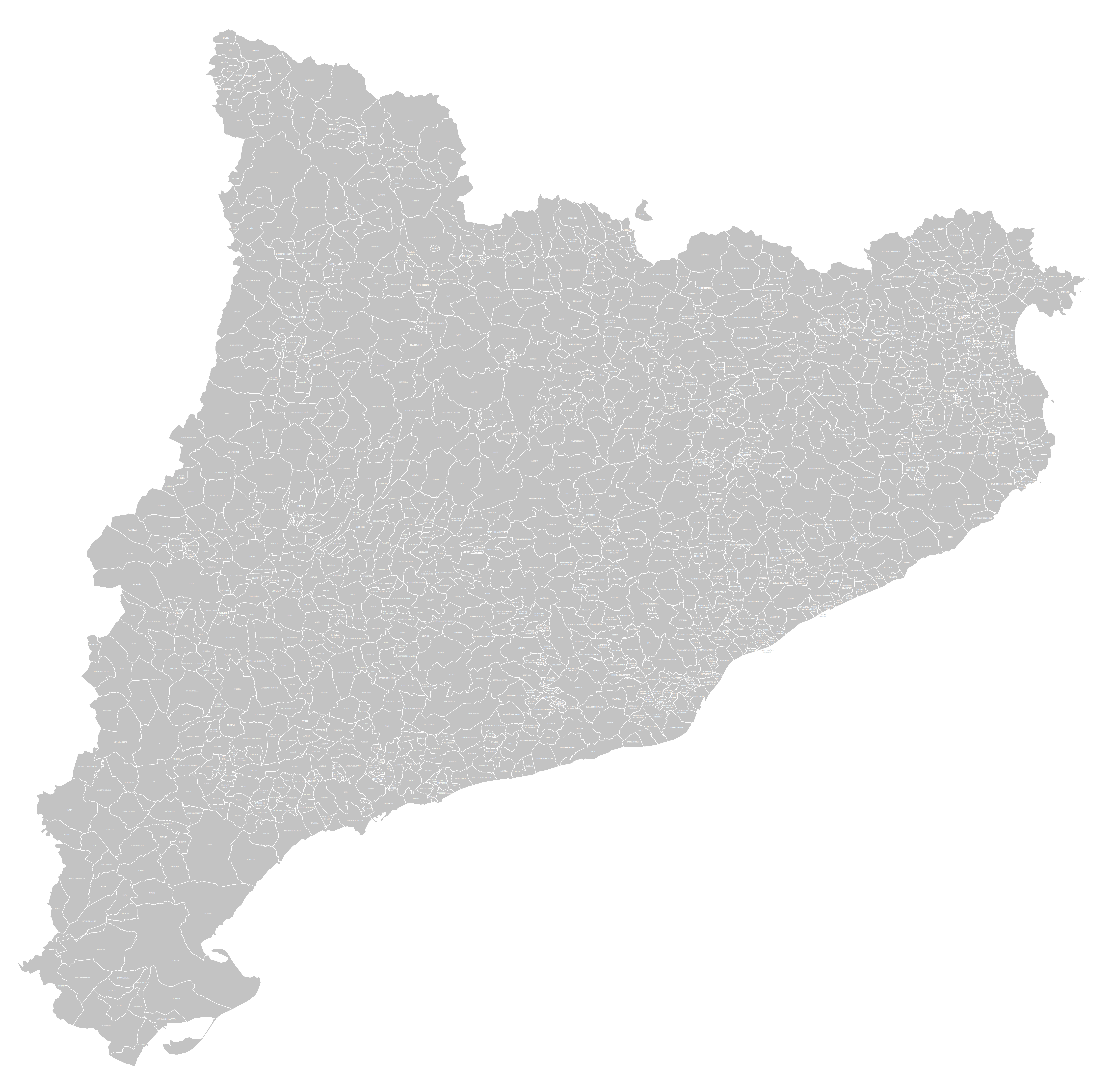
Mapa municipal de Catalunya el 1897.

## Alta Ribagorça
- Barruera, transformat en la Vall de Boí el 1996.
- Benés, incorporat a Sarroca de Bellera, del Pallars Jussà el 1972.
- Durro, incorporat a Barruera el 1965. El 1996 canvià el nom del municipi a la Vall de Boí.
- Espluga de Serra, incorporat a Tremp, del Pallars Jussà el 1970.
- Llesp, incorporat al Pont de Suert el 1970.
- Malpàs, incorporat al Pont de Suert el 1970.
- Sapeira, incorporat a Tremp, del Pallars Jussà el 1970.
- Viu de Llevata, incorporat al Pont de Suert el 1970.

## Alt Camp
- L'Albà, incorporat a Aiguamúrcia
- Farena, incorporat a Mont-ral
- La Plana, incorporat a Alcover
- Selma, incorporat a Aiguamúrcia.

## Alt Urgell
- Alàs, incorporat a Alàs i Cerc el 1970.
- Alinyà, incorporat a Fígols i Alinyà el 1975.
- Anserall, incorporat a les Valls de Valira el 1970.
- Aravell, incorporat a Montferrer i Castellbò el 1970.
- Arcavell, incorporat a les Valls de Valira el 1970.
- Arfa, incorporat a Ribera d'Urgellet el 1968.
- Aristot, incorporat a Aristot i Toloriu el 1970 (actualment i des del 1989, el Pont de Bar).
- Ars, incorporat a les Valls de Valira el 1970.
- Bescaran, incorporat a les Valls de Valira el 1970.
- Biscarbó, incorporat a Castellàs el 1857.
- Castellàs (del Pallars Sobirà), incorporat el 1972 a les Valls d'Aguilar.
- Castellciutat, incorporat a la Seu d'Urgell el 1975.
- Cerc, incorporat a Alàs i Cerc el 1970.
- Civís, incorporat a les Valls de Valira el 1970.
- Fígols d'Organyà, incorporat a Fígols i Alinyà el 1975.
- Fórnols de Cadí, incorporat a la Vansa i Fórnols el 1975.
- Gavarra, incorporat a Coll de Nargó el 1970.
- La Guàrdia d'Ares, incorporat el 1972 a les Valls d'Aguilar.
- Guils del Cantó, incorporat a Montferrer i Castellbò el 1970.
- Josa de Cadí, incorporat a Josa i Tuixén el 1975.
- Junyent, incorporat a Castellàs el 1857.
- La Vansa, incorporat a la Vansa i Fórnols el 1975.
- Montanissell, incorporat a Coll de Nargó el 1970.
- Noves de Segre, incorporat el 1972 a les Valls d'Aguilar.
- Pallerols del Cantó, incorporat a Montferrer i Castellbò el 1970.
- La Parròquia d'Hortó, incorporat a Ribera d'Urgellet el 1968.
- El Pla de Sant Tirs, incorporat a Ribera d'Urgellet el 1968.
- Taús, incorporat el 1972 a les Valls d'Aguilar.
- Toloriu, incorporat a Aristot i Toloriu el 1970 (actualment i des del 1989, el Pont de Bar).
- Torres d'Alàs, incorporat a Alàs el 1857.[3]
- Tost, incorporat a Ribera d'Urgellet el 1968.
- Tuixén, incorporat a Josa i Tuixén el 1975.
- Vila de Castellbò, incorporat a Vila i Vall de Castellbò el 1920.
- Vall de Castellbò, incorporat a Vila i Vall de Castellbò el 1920.
- Vila i Vall de Castellbò, incorporat a Montferrer i Castellbò el 1970.

## Anoia
- Sant Martí de Maçana, incorporat a Rubió el 1840.

## Baix Camp
- L'Arbocet, incorporat a Vilanova d'Escornalbou.
- Les Irles, incorporat a Riudecols.
- La Mussara, incorporat a Vilaplana.
- Les Voltes, incorporat a Riudecols.

## Baix Empordà
- Casavells, incorporat a Corçà el 1969.[4]
- Castell d'Empordà, incorporat a la Bisbal d'Empordà el 1975.
- Cruïlles, forma Cruïlles, Monells i Sant Sadurní de l'Heura el 1973.
- Fonteta, forma Forallac el 1977.
- Monells, forma Cruïlles, Monells i Sant Sadurní de l'Heura el 1973.
- Peratallada, forma Forallac el 1977.
- Sant Joan de Palamós, incorporat a Palamós el 1942.
- Sant Sadurní de l'Heura, forma Cruïlles, Monells i Sant Sadurní de l'Heura el 1973.
- Vulpellac, forma Forallac el 1977.

## Baix Llobregat
- La Rierada, incorporat al municipi de Santa Creu d'Olorda al segle xix.
- Sant Bartomeu de la Quadra, incorporat al municipi de Santa Creu d'Olorda al segle xix.
- Santa Creu d'Olorda, dividit entre Molins de Rei, Sant Feliu de Llobregat i Sarrià el 1916.

## Baix Penedès
- Marmellà, incorporat al Montmell.
- Sant Vicenç de Calders, incorporat al Vendrell.
- La Torregassa, incorporat a Sant Jaume dels Domenys.

## Barcelonès
- les Corts, incorporat a Barcelona el 1897.
- Gràcia, incorporat a Barcelona el 1897.
- Horta, incorporat a Barcelona el 1904.
- Sant Andreu de Palomar, incorporat a Barcelona el 1897.
- Sant Gervasi de Cassoles, incorporat a Barcelona el 1897.
- Sant Martí de Provençals, incorporat a Barcelona el 1897.
- Sants, incorporat a Barcelona el 1897.
- Sarrià, incorporat a Barcelona el 1921.
- Vallvidrera, incorporat a Sarrià el 1892.

## Berguedà
- Gavarrós, incorporat a Brocà el 1845.
- Salselles, incorporat a Borredà el 1899.
- Brocà, incorporat a Guardiola de Berguedà el 1936.
- Sant Julià de Cerdanyola, incorporat a Guardiola de Berguedà el 1936; se'n desagregà el 1993.
- La Baells, incorporat a Cercs el 1945.
- La Valldan, incorporat a Berga el 1970.

## Cerdanya
- Age, incorporat a Puigcerdà el 1857.
- Angostrina incorporat a Angostrina i Vilanova de les Escaldes el 1973
- Arànser, incorporat a Lles el 1970.
- Bajande, incorporat a Estavar el 1822.
- Càldegues, incorporat a la Guingueta d'Ix el 1973.
- Éller, incorporat a Bellver de Cerdanya el 1965.
- Músser, incorporat a Lles el 1970.
- La Perxa, incorporat a La Cabanassa entre 1795 i 1800.
- Ovança, dit també el Vilar d'Ovança destruït el 1679 per construir la fortalesa que donaria origen a l'actual poble de Montlluís.
- Queixans, incorporat a Fontanals de Cerdanya el 1970.
- Rigolisa, incorporat a Puigcerdà el 1857.
- Riu de Pendís, incorporat a Bellver de Cerdanya el 1975; se'n desagregà el 1997, amb el nom oficial, ara, de Riu de Cerdanya.
- Ro, incorporat a Sallagosa el 1822.
- Roet, incorporat a Llo entre 1790 i 1794.
- Sallagosa i Llo, disgregat en Sallagosa i Llo el 1984
- Talltendre, incorporat a Bellver de Cerdanya el 1965.
- Urtx, incorporat a Fontanals de Cerdanya el 1970.
- Vedrinyans, incorporat a Sallagosa el 1822.
- Ventajola, incorporat a Puigcerdà el 1857.
- Vià, incorporat a Odelló de Cerdanya el 1822.
- Vilallobent, incorporat a Puigcerdà el 1970.
- Vilanova de les Escaldes incorporat a Angostrina i Vilanova de les Escaldes el 1973
- Víllec i Estana, incorporat a Montellà i Martinet el 1970.

## Conca de Barberà
- Aguiló, incorporat abans de 1857 a Santa Coloma de Queralt
- Albió, incorporat abans de 1857 a Llorac
- Belltall, incorporat abans de 1857 a Passanant, municipi que posteriorment va canviar de nom a Passanant i Belltall.
- Glorieta, incorporat abans de 1857 a Passanant, municipi que posteriorment va canviar de nom a Passanant i Belltall.
- La Guàrdia dels Prats, incorporat abans de 1887 a Montblanc
- Guialmons, incorporat abans de 1857 a Les Piles
- Lilla, incorporat abans de 1887 a Montblanc.
- Montbrió de la Marca, incorporat a Vallverd, municipi que posteriorment va canviar de nom a Montbrió de la Marca i finalment el 1975 va ser incorporat a Sarral.
- Ollers, incorporat abans de 1857 a Barberà de la Conca
- Prenafeta, incorporat abans de 1857 a Lilla.
- Rauric, incorporat abans de 1857 a Llorac.
- Rojals, incorporat abans de 1940 a Montblanc
- Sant Magí de Rocamora, incorporat abans de 1857 a Santa Perpètua de Gaià, municipi que canvià de nom a Pontils.
- Seguer, incorporat abans de 1857 a Santa Perpètua de Gaià, municipi que canvià de nom a Pontils.
- Segura, incorporat abans de 1857 a Savallà del Comtat
- Vallespinosa, incorporat abans de 1857 a Santa Perpètua de Gaià, municipi que canvià de nom a Pontils.

## Conflent
- Aiguatèbia, incorporat a Aiguatèbia i Talau el 1983
- Aituà, incorporat a Escaró el 1822
- Bell-lloc, incorporat a Vilafranca de Conflent entre 1790 i 1794.
- Cirac, incorporat a Rià i Cirac el 1822.
- Clarà, incorporat a Clarà i Villerac el 1822.
- Coma, incorporat a Eus el 1828
- Cortals, incorporat a La Llaguna el 1822
- Els Horts, incorporat a Serdinyà el 1822
- En, incorporat a Nyer el 1822
- Èvol, incorporat a Oleta i Èvol el 1827
- Feixes, incorporat a Sautó entre 1790 i 1794.
- Flaçà, incorporat a Jújols entre 1790 i 1794.
- Llar, incorporat a Canavelles el 1821.
- Marcèvol, incorporat a Arboçols el 1822
- Marians, incorporat a Soanyes el 1822
- Oleta, incorporat a Oleta i Èvol el 1827
- Prats i Sant Tomàs, incorporat a Fontpedrosa el 1822
- Prats de Balaguer, incorporat a Prats i Sant Tomàs entre 1790 i 1794
- Rià, incorporat a Rià i Cirac el 1822.
- Sant Tomàs de Balaguer, incorporat a Prats i Sant Tomàs entre 1790 i 1794
- Saorla, incorporat a Vinçà entre 1790 i 1794.
- Talau, incorporat a Aiguatèbia i Talau el 1983
- Toès de Llar, incorporat a Toès el 1822.
- Toèvol, incorporat a Aiguatèbia i Talau el 1982
- Torèn, incorporat a Saorra el 1822.
- Villerac, incorporat a Clarà i Villerac el 1822.

## Garraf
- Jafre, incorporat a Olivella el 1819.

## Garrotxa
- Beget, incorporat a Camprodon, del Ripollès el 1969.
- Dosquers, incorporat a Maià de Montcal el 1969.
- Joanetes, forma la Vall d'en Bas el 1968.
- la Pinya, forma la Vall d'en Bas el 1968.
- Sant Esteve d'en Bas, forma la Vall d'en Bas el 1968.
- Sant Privat d'en Bas, forma la Vall d'en Bas el 1968.
- Falgars d'en Bas, incorporat a Joanetes el segle xix.

## Gironès
- Aiguaviva, incorporat a Girona el 1963.
- Palau-sacosta, incorporat a Girona el 1963.
- Sant Daniel, incorporat a Girona el 1963.
- Santa Eugènia de Ter, incorporat a Girona el 1963.

## Noguera
- Agulló, incorporat abans de 1857 a Àger.
- Alberola, incorporat abans del 1857 a Tragó de Noguera.
- Alentorn, incorporat abans de 1857 a Anya.
- l'Ametlla de Montsec, incorporat abans de 1857 a Fontllonga.
- Anya, incorporat a Artesa de Segre el 1966.
- Argentera, incorporat abans de 1857 a la Baronia de la Vansa.
- Les Avellanes, fusionat a Santa Linya per formar les Avellanes i Santa Linya el 1970.
- Baldomar, incorporat a Artesa de Segre el 1926.
- Baronia de la Vansa, fusionat a Vilanova de Meià el 1926.
- la Baronia de Sant Oïsme, incorporat abans de 1857 a Fontllonga.
- Bellfort, incorporat abans de 1857 a la Baronia de Rialb.
- Blancafort, incorporat abans del 1857 a Tragó de Noguera.
- Boix, incorporat abans del 1857 a Tragó de Noguera.
- Clua, incorporat abans de 1857 a Baldomar.
- Colldelrat, incorporat abans de 1857 a Tudela de Segre.
- Collfred, incorporat abans de 1857 a Artesa de Segre.
- Coscó, incorporat abans de 1857 a Oliola.
- La Figuera, incorporat abans de 1857 a Algerri.
- Figuerola de Meià, incorporat abans de 1857 a Fontllonga.
- Fontllonga, incorporat a Camarasa el 1970.
- Gàrzola, incorporat abans de 1857 a la Baronia de la Vansa.
- Gerb, incorporat abans del 1857 a Os de Balaguer.
- Gualter, incorporat abans de 1857 a la Baronia de Rialb.
- Guardiola, incorporat abans de 1857 a Vilanova de l'Aguda.
- la Maçana, incorporat abans de 1857 a Fontllonga.
- Marcovau, incorporat abans de 1857 a Foradada.
- Millà, incorporat abans de 1857 a Àger.
- Miralpeix, incorporat abans de 1857 a Tiurana.
- Montmagastre, incorporat abans de 1857 a Anya.
- Montsonís, incorporat abans de 1857 a Foradada.
- Oroners, incorporat abans de 1857 a Fontllonga.
- Plandogau, incorporat abans de 1857 a Oliola.
- La Ràpita, incorporat abans de 1857 a Vallfogona de Balaguer.
- La Règola, incorporat abans de 1857 a Àger.
- Renant, incorporat abans de 1857 a Oliola.
- Ribelles, incorporat abans de 1857 a Vilanova de l'Aguda.
- Rubió d'Agramunt, incorporat abans de 1857 a Foradada.
- Sant Cristòfol de la Donzell, incorporat abans de 1857 a la Baronia de Rialb.
- Sant Llorenç de Montgai, incorporat abans de 1857 a Camarasa.
- Santa Linya, fusionat a les Avellanes per formar les Avellanes i Santa Linya el 1970.
- Santa Maria de Meià, fusionat a Vilanova de Meià el 1926.
- Seró, incorporat abans de 1857 a Tudela de Segre.
- Tartareu, annexionat a Les Avellanes el 1857. Actualment forma part de les Avellanes i Santa Linya.
- La Torre de Fluvià, incorporat abans de 1857 a Cubells.
- El Tossal, incorporat a Ponts el 1970.
- Tragó de Noguera, incorporat a Os de Balaguer i Ivars de Noguera el 1964.
- Tudela de Segre, incorporat a Artesa de Segre el 1971.
- La Vall d'Ariet, incorporat abans de 1857 a Baldomar.
- Vall-llebrera, incorporat abans de 1857 a Anya.
- Les Ventoses, incorporat abans de 1857 a Preixens.
- Vernet, incorporat abans de 1857 a Baldomar.
- Vilamajor, incorporat abans de 1857 a Cabanabona.
- Vilanova de la Sal, annexionat a Les Avellanes el 1857. Actualment forma part de les Avellanes i Santa Linya.
- Vilaplana, incorporat abans de 1857 a la Baronia de Rialb.
- Vilves, incorporat abans de 1857 a Artesa de Segre.

## Osona
- Les Masies de Manlleu incorporat a Manlleu el 1844.
- Les Masies de Sant Pere de Torelló incorporat a Sant Pere de Torelló el 1926.
- Les Masies de Taradell incorporat a Taradell el 1831.
- Pruit incorporat a Rupit i Pruit el 1977.
- Rupit incorporat a Rupit i Pruit el 1977.
- Sant Romà de Sau incorporat a Vilanova de Sau el 1962.
- Sentfores incorporat a Vic el 1932.[5]

## Pallars Jussà
- Aramunt incorporat al Pallars Jussà el 1969, municipi anomenat Conca de Dalt des del 1995.
- Aransís, incorporat a Gavet de la Conca el 1970.
- Aulàs, incorporat a Espluga de Serra el 1847.
- Benavent de Tremp, incorporat a Isona i Conca Dellà el 1970.
- Benés, de l'Alta Ribagorça, incorporat a Sarroca de Bellera el 1972.
- El Castellet, incorporat a Espluga de Serra el 1847.
- Casterner de les Olles, incorporat a Espluga de Serra el 1847.
- Claverol, incorporat al Pallars Jussà el 1969, municipi anomenat Conca de Dalt des del 1995.
- Conques, incorporat a Isona i Conca Dellà el 1970.
- Covet, incorporat a Isona el 1857.
- Enrens i Trepadús, incorporat a Casterner de les Olles.
- Escarlà, incorporat a Sapeira el 1847.
- Eroles incorporat a Tremp el 1970.
- Espills incorporat a Sapeira el 1847.
- Espluga de Serra, de l'Alta Ribagorça, incorporat a Tremp el 1970.
- Esplugafreda, incorporat a Sapeira el 1847.
- Fígols de Tremp incorporat a Tremp el 1972.
- Figuerola d'Orcau, incorporat a Isona i Conca Dellà el 1970.
- Guàrdia de Tremp, incorporat a Castell de Mur el 1972.
- Gurp de la Conca incorporat a Tremp el 1970.
- Hortoneda de la Conca, incorporat al Pallars Jussà el 1969, municipi anomenat Conca de Dalt des del 1995.
- Isona, incorporat a Isona i Conca Dellà el 1970.
- Llastarri, incorporat a Espluga de Serra el 1847.
- Mont-ros incorporat a La Torre de Cabdella el 1970
- Mur, incorporat a Castell de Mur el 1972.
- Orcau, incorporat a Isona i Conca Dellà el 1970.
- Els Masos de Tamúrcia, incorporat a Espluga de Serra el 1847.
- Palau de Noguera incorporat a Tremp el 1975.
- La Pobleta de Bellveí incorporat a La Torre de Cabdella el 1970
- Sant Romà d'Abella, incorporat a Isona i Conca Dellà el 1970
- Sant Salvador de Toló, incorporat a Gavet de la Conca el 1970
- Sant Serni, incorporat a Gavet de la Conca el 1970
- Sapeira, de l'Alta Ribagorça, incorporat a Tremp el 1970
- Serradell incorporat al Pallars Jussà el 1969, municipi anomenat Conca de Dalt des del 1995.
- Suterranya incorporat a Tremp el 1975.
- La Torre de Tamúrcia, incorporat a Espluga de Serra el 1847.
- Vilamitjana incorporat a Tremp el 1975.

## Pallars Sobirà
- Ainet de Besan, incorporat a Alins de Vallferrera (després amb el nom simplificat en Alins) el 1927.
- Altron, incorporat a Sort el 1981
- Àreu, incorporat a Alins de Vallferrera (després amb el nom simplificat en Alins) el 1927.
- Baén, incorporat a Baix Pallars el 1969.
- Castellàs, incorporat el 1972 a Valls d'Aguilar, de l'Alt Urgell, municipi anomenat les Valls d'Aguilar el 1984.
- Estac, incorporat a Soriguera el 1972.
- Enviny, incorporat a Sort el 1970
- Estac, incorporat a Soriguera el 1972.
- Estaon, incorporat el 1975 a la Vall de Cardós, el 1989 simplificat a Vall de Cardós.
- Gerri de la Sal, incorporat a Baix Pallars el 1969.
- Isil, incorporat a Alt Àneu el 1970.
- Jou, incorporat el 1975 a Guingueta i Jou, després 1989 anomenada la Guingueta d'Àneu.
- Llessui, incorporat a Sort el 1970
- Montcortès de Pallars, incorporat a Baix Pallars el 1969.
- Norís, incorporat a Alins de Vallferrera (després amb el nom simplificat en Alins) el 1927.
- Peramea, incorporat a Baix Pallars el 1969.
- Ribera de Cardós, incorporat el 1975 a la Vall de Cardós, el 1989 simplificat a Vall de Cardós.
- Son, incorporat a Alt Àneu el 1970.
- Sorpe, incorporat a Alt Àneu el 1970.
- Surp, incorporat a Rialb el 1970.
- Tor, incorporat a Alins de Vallferrera (després amb el nom simplificat en Alins) el 1927.
- Unarre, incorporat el 1975 a Guingueta i Jou, després 1989 anomenada la Guingueta d'Àneu.
- València d'Àneu, incorporat a Alt Àneu el 1970.

## Pla de l'Estany
- Mata, incorporat a Porqueres el 20 de juny de 1846.
- Merlant, incorporat a Porqueres el 20 de juny de 1846.
- Pujarnol, incorporat a Porqueres el 20 de juny de 1846.
- Sant Andreu del Terri, antic municipi que fou agregat a Cornellà de Terri el 1976.
- Usall, incorporat a Porqueres el 20 de juny de 1846.
- Vilert, incorporat a Esponellà el segle xix.

## Pla d'Urgell
- Els Arcs, incorporat a Bellvís abans del 1857.
- Vallverd, incorporat a Ivars d'Urgell abans del 1857.

## Priorat
- Albarca, incorporat a Cornudella de Montsant el 1857.
- Siurana de Prades, incorporat a Cornudella de Montsant el 1940.

## Ripollès
- Beget incorporat a Camprodon el 1969.
- Freixenet incorporat a Camprodon el 1965.
- Palmerola incorporat a les Llosses el 1991.
- la Parròquia de Ripoll incorporat a Ripoll el 1975.
- la Ribera de Sant Joan incorporat a Sant Joan de les Abadesses el 1863.
- Viladonja incorporat a les Llosses el 1974.

## Rosselló
- Bellpuig, incorporat a Prunet i Bellpuig entre 1790 i 1794.
- Boaçà, incorporat a Alenyà entre 1790 i 1794.
- Cabanes, incorporat a Sant Genís de Fontanes entre 1790 i 1794.
- Canet de Rosselló i Sant Nazari, disgregat en Canet de Rosselló i Sant Nazari de Rosselló el 1983
- Castellrosselló, incorporat a Perpinyà entre 1790 i 1794.
- Garrius, incorporat a Salses entre 1790 i 1794.
- Nidoleres, incorporat a Tresserra entre 1790 i 1794.
- Nils, incorporat a Pontellà entre 1790 i 1794.
- Òpol, incorporat a Òpol i Perellós el 1970.
- Paçà, Llauró i Torderes, disgregat en Paçà, Llauró i Torderes el 1989
- La Pava, incorporat a Argelers entre 1790 i 1794.
- Perellós, incorporat a Òpol i Perellós el 1970.
- Prunet, incorporat a Prunet i Bellpuig entre 1790 i 1794.
- Serrabona, incorporat a Bula d'Amunt el 1822.
- Tatzó d'Amunt, incorporat a Sant Andreu de Sureda entre 1790 i 1794.
- Tatzó d'Avall, incorporat a Argelers entre 1790 i 1794.
- La Vall, incorporat a Sureda el 1822.
- El Vilar, incorporat a Vilallonga dels Monts el 1803.

## Segarra
- Alta-riba, incorporat a Estaràs abans del 1857.
- Amorós, incorporat a Sant Guim de Freixenet abans del 1857.
- L'Aranyó, incorporat a les Pallargues el 1974.
- La Cardosa, incorporat a La Prenyanosa abans del 1857.
- El Canós, incorporat a l'Aranyó abans del 1857.
- Bellmunt, incorporat a Civit abans del 1857.
- Bellveí, incorporat a Torrefeta abans del 1857.
- El Castell de Santa Maria, incorporat a Sant Guim de Freixenet abans del 1857.
- Castellmeià, incorporat a Torrefeta abans del 1857.
- Castellnou d'Oluges, incorporat a La Prenyanosa abans del 1857.
- Civit, incorporat a Talavera abans del 1877.
- Comabella, incorporat a Sant Guim de la Plana abans del 1857.
- Concabella, incorporat a l'Aranyó abans del 1857.
- La Curullada, incorporat a Granyanella abans del 1857.
- Ferran, incorporat a Estaràs abans del 1857.
- Florejacs, unit amb Torrefeta per a la creació del municipi de Torreflor, el 1972.
- Fonolleres, incorporat a Granyanella abans del 1857.
- Freixenet de Segarra, incorporat a Sant Guim de Freixenet el 1936.
- Gàver, incorporat a Estaràs abans del 1857.
- Gra, incorporat a Florejacs abans del 1857.
- Gramuntell, incorporat a Sant Pere dels Arquells abans del 1857.
- La Guàrdia Lada, incorporat a Montoliu de Segarra abans del 1857.
- Hostafrancs, incorporat a l'Aranyó abans del 1857.
- Llindars, incorporat a Sant Pere dels Arquells abans del 1857.
- Lloberola, incorporat a Biosca abans del 1857.
- El Llor, incorporat a Torrefeta abans del 1857.
- Malacara, incorporat a Estaràs abans del 1857.
- Malgrat, incorporat a La Prenyanosa abans del 1857.
- La Manresana, unit amb Portell per a la creació del municipi de Sant Ramon, el 1940.
- Mas de Bondia, incorporat a Montornès de Segarra abans del 1857.
- Montcortès de Segarra, incorporat a l'Aranyó abans del 1857.
- Montfalcó Murallat, incorporat a les Oluges abans del 1857.
- Montfar, incorporat a Sant Antolí i Vilanova abans del 1857.
- Montlleó i Briançó, incorporat a Sant Antolí i Vilanova abans del 1857.
- Montpalau, incorporat a Sant Antolí i Vilanova abans del 1857.
- Mont-roig, incorporat a les Pallargues abans del 1857.
- La Móra, incorporat a Granyanella abans del 1857.
- Muller, incorporat a l'Aranyó abans del 1857.
- Les Pallargues, incorpora l'Aranyó el 1974, i passa a denominar-se els Plans de Sió.
- Palou, incorporat a Florejacs abans del 1857.
- Pallerols, incorporat a Civit abans del 1857.
- Pavia, incorporat a Civit abans del 1857.
- Pelagalls i Sisteró, incorporat a les Pallargues abans del 1857.
- La Prenyanosa, incorporat a Cervera el 1972.
- Pomar, incorporat a Sant Antolí i Vilanova abans del 1857.
- La Rabassa i Palamós, incorporat a Sant Guim de Freixenet abans del 1857.
- Ratera, incorporat a l'Aranyó abans del 1857.
- Rodell, incorporat a Civit abans del 1857.
- Rubió, incorporat a Estaràs abans del 1857.
- Rubinat, incorporat a Sant Pere dels Arquells abans del 1857.
- Sant Antolí i Vilanova, s'agrupa a Sant Pere dels Arquells el 1972, per crear Ribera d'Ondara.
- Sant Domí, incorporat a Sant Guim de Freixenet abans del 1857.
- Sant Martí de la Morana, incorporat a Florejacs abans del 1857.
- Sant Pere dels Arquells, s'agrupa a Sant Antolí i Vilanova el 1972, per crear Ribera d'Ondara.
- Santa Fe, incorporat a les Oluges abans del 1857.
- Santa Fe de Montfred, incorporat a Civit abans del 1857.
- Selvanera, incorporat a Florejacs abans del 1857.
- Sedó, incorporat a Torrefeta abans del 1857.
- La Sisquella, incorporat a Sant Pere dels Arquells abans del 1857.
- Les Sitges, incorporat a Florejacs abans del 1857.
- La Tallada, incorporat a Sant Guim de Freixenet abans del 1857.
- Timor, incorporat a Sant Pere dels Arquells abans del 1857.
- Tordera, incorporat a Granyanella abans del 1857.
- Torrefeta, unit amb Florejacs per a la creació del municipi de Torreflor, el 1972.
- Vergós Guerrejat, incorporat a Estaràs abans del 1857.
- Vicfred, incorporat a Sant Guim de la Plana abans del 1857.
- Vilagrasseta, incorporat a Montoliu de Segarra abans del 1857.

## Solsonès
- Cellers, incorporat a Llanera abans del 1857.
- Claret, incorporat a Llanera abans del 1857.
- Fontanet, incorporat a Llanera abans del 1857.
- Llanera, incorporat a Torà, de la Segarra, el 1968.
- Vallferosa, incorporat a Llanera abans del 1857.

## Tarragonès
- Ardenya, incorporat a la Riera de Gaià.
- L'Argilaga, incorporat a la Secuita.
- Masricart, incorporat a la Canonja, municipi que posteriorment va ser incorporat a Tarragona però que se'n segregà de nou el 2010.[6][7][8]
- Puigdelfí, incorporat a Perafort.
- Tamarit, incorporat a Tarragona.

## Urgell
- Almenara Alta, incorporat a Agramunt el 1857
- Altet, incorporat a la Figuerosa abans del 1887.
- Bellver d'Ossó, incorporat a Ossó de Sió abans del 1857.
- Castellnou d'Ossó, incorporat a Ossó de Sió abans del 1857.
- Claravalls, incorporat a Tàrrega el 1969.
- Conill, incorporat a Altet abans del 1857.
- la Donzell d'Urgell, incorporat a Doncell el 1857 i posteriorment a Agramunt el 1970
- la Figuerosa, incorporat a Tàrrega el 1969.
- la Guàrdia, incorporat a Tornabous abans del 1857.
- Llorenç de Rocafort, incorporat a Sant Marti de Riucorb abans del 1857.
- Mafet, incorporat a Agramunt el 1857
- Montblanquet, incorporat a Vallbona de les Monges abans del 1857.
- Montclar d'Urgell, incorporat a Doncell el 1857 i posteriorment a Agramunt el 1970
- Montfalcó d'Ossó, incorporat a Ossó de Sió abans del 1857.
- Les Puelles, incorporat a Doncell el 1857 i posteriorment a Agramunt el 1970
- Riudovelles, incorporat a Altet abans del 1857.
- Rocabertí de Sant Salvador, incorporat a Doncell el 1857 i posteriorment a Agramunt el 1970
- Rocafort de Vallbona, fusionat amb Sant Martí de Maldà el 1972 per crear Sant Martí de Riucorb
- Rocallaura, incorporat a Vallbona de les Monges el 1970
- Sant Martí de Maldà, fusionat amb Rocafort de Vallbona el 1972 per crear Sant Martí de Riucorb
- Santa Maria de Montmagastrell, incorporat a Claravalls abans del 1857.
- el Talladell, incorporat a Tàrrega el 1969.
- el Tarròs, incorporat a Tornabous abans del 1857.

## Vall d'Aran
- Arró, incorporat abans de 1857 a Es Bòrdes.
- Arròs e Vila, fusionat a Viella, Betlan, Escunhau, Gausac i Vilac per formar Vielha e Mijaran el 1970.
- Arties, fusionat a Salardú, Gessa, Tredòs i Bagergue per formar Naut Aran el 1968.
- Aubèrt, incorporat abans de 1857 a Betlan.
- Bagergue, fusionat a Salardú, Gessa, Tredòs i Arties per formar Naut Aran el 1968.
- Betlan, fusionat a Viella, Arròs e Vila, Escunhau, Gausac i Vilac per formar Vielha e Mijaran el 1970.
- Betren, incorporat abans de 1857 a Escunhau.
- Casau, incorporat abans de 1857 a Gausac.
- Escunhau, fusionat a Viella, Arròs e Vila, Betlan, Gausac i Vilac per formar Vielha e Mijaran el 1970.
- Garòs, incorporat abans de 1857 a Arties.
- Gausac, fusionat a Viella, Arròs e Vila, Betlan, Escunhau i Vilac per formar Vielha e Mijaran el 1970.
- Gessa, fusionat a Salardú, Bagergue, Tredòs i Arties per formar Naut Aran el 1968.
- Mont, incorporat abans de 1857 a Betlan.
- Montcorbau, incorporat abans de 1857 a Betlan.
- Salardú, fusionat a Gessa, Bagergue, Tredòs i Arties per formar Naut Aran el 1968.
- Tredòs, fusionat a Gessa, Bagergue, Salardú i Arties per formar Naut Aran el 1968.
- Unha, incorporat abans de 1857 a Salardú.
- Viella, fusionat a Gausac, Arròs e Vila, Betlan, Escunhau i Vilac per formar Vielha e Mijaran el 1970.
- Vila, incorporat el 1857 a Arròs.
- Vilac, fusionat a Gausac, Arròs e Vila, Betlan, Escunhau i Viella per formar Vielha e Mijaran el 1970.

## Vallès Occidental
- Sant Pere de Terrassa, fragmentat entre Rubí, Sabadell, Sant Quirze del Vallès i Terrassa el 1904.
- Plegamans, fusionat amb Palau-solità per crear el poble de Palau-solità i Plegamans el 1939.

## Vallès Oriental
- Montnegre, incorporat a Sant Celoni el 1936.
- Olzinelles, incorporat a Sant Celoni el 1930.
- Palou, annexionat a Granollers el 1928.
- Sant Esteve de Palaudàries, annexionat a Lliçà d'Amunt el 1835.

## Vallespir
- Fontanils, incorporat a Arles el 1823
- Les Illes, incorporat a Morellàs i les Illes el 1972
- Montalbà dels Banys, incorporat a Els Banys d'Arles el 1962
- Morellàs, incorporat a Morellàs i les Illes el 1972
- Palaldà, incorporat a Els Banys d'Arles el 1942
- Palol, incorporat a Ceret el 1823
- Riunoguers, incorporat a Morellàs i les Illes el 1972
- Sant Martí de Fenollar, incorporat a Morellàs el 1823
- La Selva, incorporat a les Illes el 1823
- Vila-roja, incorporat a Costoja entre 1790 i 1794